# Jörg Högl

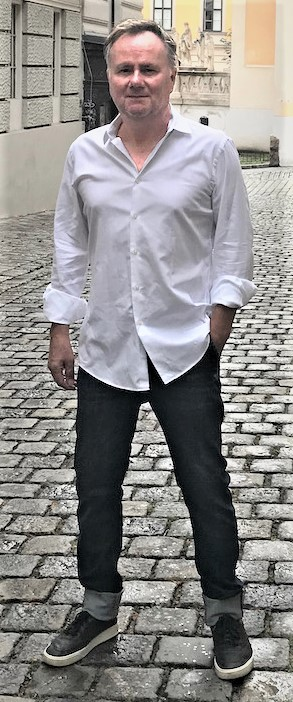
Jörg Högl, 2020

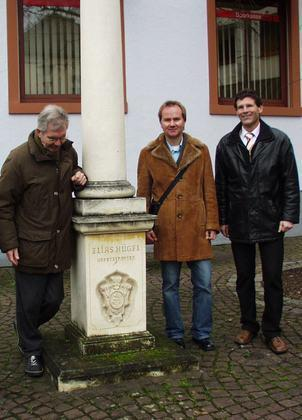
Elias-Hügel-Ehrensäule Gemünden am Main mit Bürgermeister Thomas Schiebel, Jörg Högl, Helmuth Furch, 2006

Jörg Högl (* 30. November 1964 in Oldenburg) ist ein deutscher Architekt. Er entstammt der europäischen Familie Högl, die bis in die Gegenwart Architekten, Baumeister, Steinmetze und Bildhauer hervorbrachte.

## Familie
Der Steinmetz Johann Georg Högl wurde 1737 Meister im Handwerk der Steinmetzen und Maurer zu Bruck an der Leitha in Niederösterreich. Er heiratete 1738 in der Michaelerkirche zu Wien, Sohn Joseph wurde 1741 geboren. 1760 erfolgte Josephs Freisprechung zum Steinmetzgesellen. In seinen Wanderjahren gelangte er nach Warschau, gründete dort seine Familie. Sein Sohn, der Bildhauer Franz Högl folgte dem Ruf des Landesherrn nach Oldenburg. 

## Ausbildung
Jörg Högl wuchs in Ofen bei Oldenburg auf und machte 1984 Abitur am Gymnasium Bad Zwischenahn-Edewecht. Von 1985 bis 1987 absolvierte er eine Lehre zum Betonbauer beim Bauunternehmen Ludwig Freytag in Oldenburg.
Jörg Högl studierte von 1987 bis 1993 Architektur an der Universität Hannover.

## Berufstätigkeit
Nach dem Diplom arbeitete er ab 1993 als Architekt in Hannover bei Wilke und Partner und wirkte bei größeren Projekten wie z. B. Flughäfen und Messebauten mit. Im Jahr 2002 machte er sich in Hannover selbstständig und realisierte zusammen mit einem Partner Högl-Trebitz Gewerbe- und zunehmend Wohnungsbauten.
2009 eröffnete er ein Büro Berlin und plant seitdem hauptsächlich Wohngebäude, darunter auch Projekte von Baugemeinschaften.

## Ehe
Er ist seit 2001 mit Eva Högl verheiratet, die ab 2009 dem Deutschen Bundestag angehörte und seit 2020 dessen Wehrbeauftragte ist.